# Malleloy
Malleloy ist eine französische Gemeinde mit 986 Einwohnern (Stand: 1. Januar 2022) im Département Meurthe-et-Moselle in der Region Grand Est (bis 2015 Lothringen). Sie gehört zum Arrondissement Nancy und zum Kanton Entre Seille et Meurthe. Die Einwohner werden Maniguets genannt.

## Geografie
Malleloy liegt etwa neun Kilometer nördlich von Nancy. Umgeben wird Malleloy von den Nachbargemeinden Custines im Westen und Norden, Faulx im Osten sowie Bouxières-aux-Dames im Süden.

## Bevölkerungsentwicklung
| Jahr                       | 1962 | 1968 | 1975 | 1982 | 1990 | 1999 | 2006 | 2019 |
| Einwohner                  | 426  | 785  | 754  | 794  | 812  | 878  | 937  | 980  |
| Quellen: Cassini und INSEE |      |      |      |      |      |      |      |      |

## Sehenswürdigkeiten

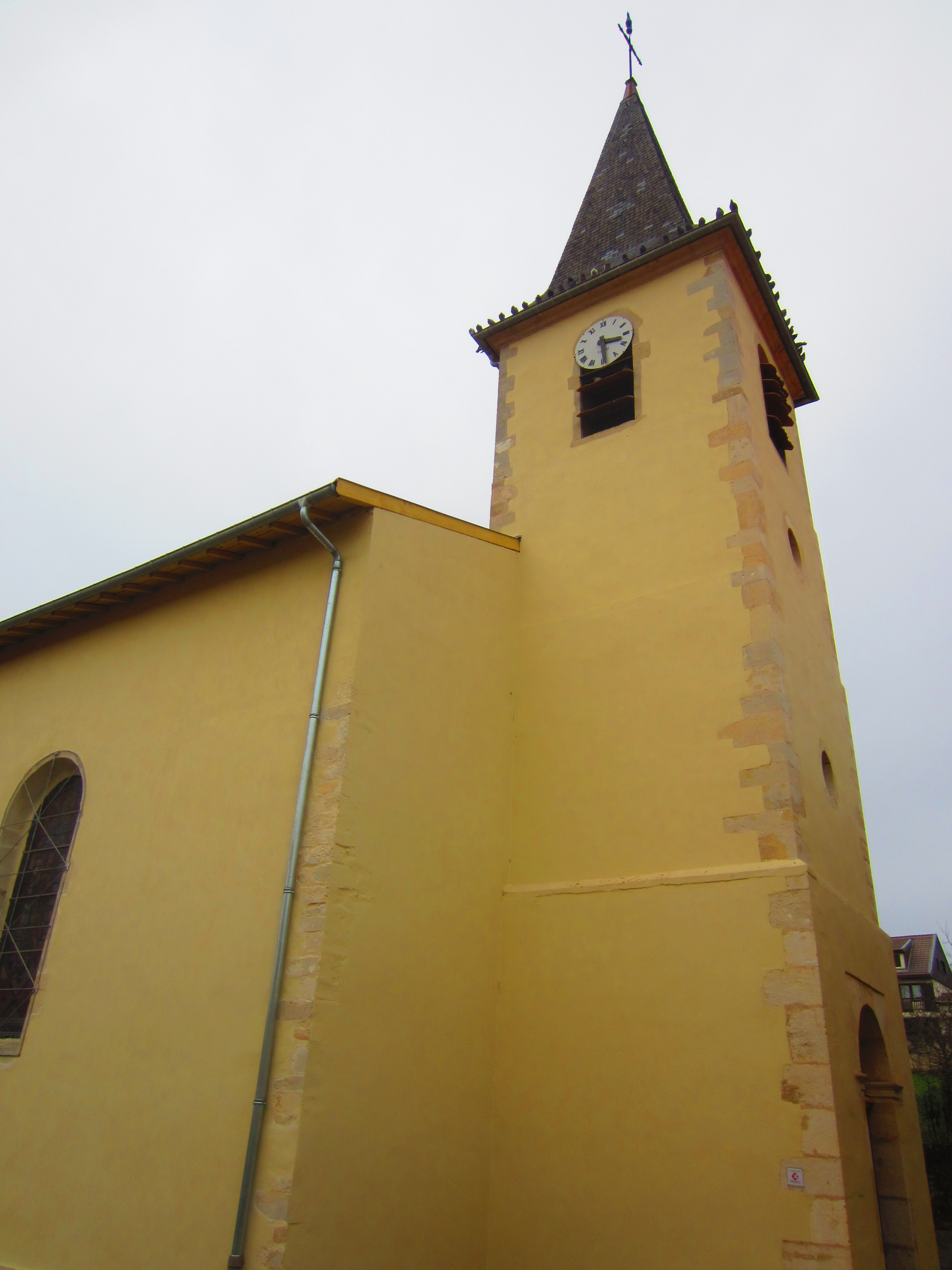
Kirche Notre-Dame-de-l’Assomption

- Kirche Notre-Dame-de-l’Assomption